# Tulipa lanata
Tulipa lanata är en liljeväxtart som beskrevs av Eduard August von Regel. Tulipa lanata ingår i släktet tulpaner, och familjen liljeväxter. Inga underarter finns listade.